# Vernoil-le-Fourrier
Vernoil-le-Fourrier è un comune francese di 1 281 abitanti situato nel dipartimento del Maine e Loira nella regione dei Paesi della Loira.
Il comune si è chiamato Vernoil, fino al 7 luglio 2006.

## Società

### Evoluzione demografica
Abitanti censiti